# Аполлодор (епікуреєць)
Аполлодор (грец. Ἀπολλόδωρος; II ст. до н. е.) — давньогрецький філософ-епікуреєць, Найбільш вчений з послідовників Епікура, голова епікурейської школи в Афінах.
Згідно з Діогеном Лаертським, він автор чотирьохсот з гаком книг і носив прізвисько «Садовий тиран» (грец. Κηποτύραννος). Був вчителем Зенона Сидонського, який перейняв від нього управління школою (бл. 100 р. до н. е.).
Тільки назви двох його творів згадаються в джерелах. Перший називався «Життя Епікура». Другий мав назву «Збірка вчень», в якому Аполлодор стверджував, що Епікур написав більше оригінальних філософських творів, ніж стоїк Хрисіпп, тому що, хоча Хрисіпп і був автором 700 творів, але його роботи переповнені цитатами інших авторів.